# Eastbourne International 2022
Eastbourne International 2022 (cunoscut și sub numele de Rothesay International Eastbourne din motive de sponsorizare) este un turneu de tenis masculin și feminin, jucat pe terenuri cu iarbă în aer liber. Este cea de-a 47-a ediție a turneului pentru femei și cea de-a 11-a ediție pentru bărbați. Turneul este clasificat ca un turneu WTA 500 în Turul WTA 2022 și ca unul ATP 250 în Turul ATP 2022. Turneul are loc la Devonshire Park Lawn Tennis Club din Eastbourne, Regatul Unit, între 19 și 25 iunie 2022.

## Campioni

### Simplu masculin
Pentru mai multe informații consultați Eastbourne International 2022 – Simplu masculin

### Simplu feminin
Pentru mai multe informații consultați Eastbourne International 2022 – Simplu feminin

### Dublu masculin
Pentru mai multe informații consultați Eastbourne International 2022 – Dublu masculin

### Dublu feminin
Pentru mai multe informații consultați Eastbourne International 2022 – Dublu feminin

## Puncte și premii în bani

### Puncte
| Probă           | C   | F   | SF  | QF  | R16 | R2  | Q   | Q2  | Q1  |     |
| Simplu masculin | 250 | 150 | 90  | 45  | 20  | 0   | N/A | 12  | 6   | 0   |
| Dublu masculin  | 250 | 150 | 90  | 45  | 0   | N/A | N/A | N/A | N/A | N/A |
| Simplu feminin  | 470 | 305 | 185 | 100 | 55  | 30  | 1   | 25  | 13  | 1   |
| Dublu feminin   | 470 | 305 | 185 | 100 | 1   | N/A | N/A | N/A | N/A | N/A |

### Premii în bani
La feminin, premiul total în bani este de 757.900 $, ceea ce reprezintă o creștere de 34,02%. Câștigătoarea turneului va primi 116.340 $, în creștere cu 69,67% față de 2021.
La masculin, premiul total pentru 2022 este de 697.405 €, în creștere cu 27,43% față de 2021. Campionul de la Eastbourne va câștiga 106.075 €.
| Probă           | C         | F        | SF       | QF       | R16      | R32     | R48     | Q2      | Q1      |
| Simplu masculin | 106.075 € | 61.875 € | 36.370 € | 21.080 € | 12,240 € | 7.480 € | N/A     | 3.740 € | 2.040 € |
| Simplu feminin  | 116.340 $ | 71.960 $ | 36.200 $ | 17.775 $ | 9.200 $  | 5.860 $ | 4.610 $ | 4.074 $ | 2.180 $ |
| Dublu masculin  | 36.850 €  | 19.710 € | 11.560 € | 6.460 €  | 3.810 €  | N/A     | N/A     | N/A     | N/A     |
| Dublu feminin   | 39.000 $  | 23.700 $ | 13.470 $ | 7.000 $  | 4.200 $  | N/A     | N/A     | N/A     | N/A     |